# Тхаїр саадам
Тхаїр саадам, йогурний рис - страва індійської, тамільської кухні з несолодкого пробіотичного йогурту та рису. Найпопулярніший в індійських штатах Тамілнад, Карнатака, Телангана та Андхра-Прадеш.   

## Назва
У штаті Тамілнад його називають thayir saadam, а в Телангані та Андхра-Прадеш - перуганнам / даддоджанам. У Карнатаці його називають мозаранною. Страва є основним продуктом традиційної кухні, присутня в кінці майже кожної південно-індійської їжі. Святкова версія часто подається під час офіційних зустрічей, а також пропонується як прасадам (благословенна їжа) у храмах.

## Приготування
Хоча його найпростіше приготувати, просто змішавши зварений на пару білий рис і йогурт, за необхідності можна використовувати більш складні методи. Рис готується або на пару, або під тиском, щоб бути м’яким . Потім дають охолонути до кімнатної температури, після чого його заправляють дрібно нарізаними зеленими чилі, імбиром та листям каррі, а іноді разом з тадкою (смажені спеіцї) з урад дал, насінням гірчиці,  кмину та асафетидою. В кінці додається йогурт і сіль.  
Крім того, його можна приготувати, розім’явши варений простий рис (здебільшого залишків) з деякою кількістю солі, йогурту та (трохи молока, щоб зменшити кислий смак йогурту або зупинити його надмірне скисання), прикрасивши його смаженим удалом, насіння гірчиці, зеленим перцем чилі та подрібненой кінзой. Крім того, додавання подрібненої цибулі допоможе йогуртному рису не забродити.  
Варіацій рецептів багато у всіх штатах, відображаючи кухню кожного регіону. У деяких районах йогуртний рис подають в унікальному стилі. Пропарений рис змішують з йогуртом, солять, а потім заправляють насінням гірчиці, листям каррі, сухим чилі тощо. До рису подіють інші страви, що варіюється залежно від регіону від тертої моркви, насіння граната, родзинок, зеленого та пурпурного винограду, смажених кешую, тертих сирих манго та бунді. Його можна подавати в теплому або охолодженому вигляді. Додаткові варіанти включають щіпку смаженої асафетиди.  

## Сервірування
Йогуртовий рис часто їдять у супроводі південноазійських солінь. У південноіндійській кухні йогуртовий рис традиційно їдять наприкінці обіду та вечері, оскільки це допомагає полегшити вплив гострої їжі, спожитої раніше.   Кажуть, що це також допомагає травленню, а також врівноважує вплив теплого клімату.